# Ева Швіглерова
Ева Швіглерова (чеськ. Eva Švíglerová; нар. 13 липня 1971) — колишня чеська тенісистка.
Найвищу одиночну позицію світового рейтингу — 33 місце досягла 21 жовтня 1991, парну — 75 місце — 12 квітня 1993 року.
Здобула 1 одиночний та 1 парний титул.
Найвищим досягненням на турнірах Великого шолома було 3 коло в одиночному розряді.
Завершила кар'єру 1994 року.

## Загальна статистика

### Фінали WTA в одиночному розряді: 1 (1–0)
| Легенда                             |
| ----------------------------------- |
| Великий шлем (0–0)                  |
| Tour Championships (0–0)            |
| Tier I (0–0)                        |
| Tier II (0–0)                       |
| Tier III (0–0)                      |
| Турніри IV-ї та V-ї категорій (1–0) |

| Результат | W/L | Дата     | Турнір                     | Покриття | Суперниця        | Рахунок       |
| --------- | --- | -------- | -------------------------- | -------- | ---------------- | ------------- |
| Перемога  | 1.  | Лют 1991 | ASB Classic, Нова Зеландія | Тверде   | Андреа Стрнадова | 6–2, 0–6, 6–1 |

### Фінали WTA в парному розряді: 2 (1–1)
| Легенда                             |
| ----------------------------------- |
| Великий шлем (0–0)                  |
| Tour Championships (0–0)            |
| Tier I (0–0)                        |
| Tier II (0–0)                       |
| Tier III (0–0)                      |
| Турніри IV-ї та V-ї категорій (1–1) |

| Результат | W/L | Дата        | Турнір                          | Покриття | Партнерка        | Суперниці                 | Рахунок       |
| --------- | --- | ----------- | ------------------------------- | -------- | ---------------- | ------------------------- | ------------- |
| Перемога  | 1.  | Січ 1991    | Сан-Паулу, Бразилія             | Ґрунт    | Беттіна Фулько   | Марі П'єрс Луанн Спейдя   | 7–5, 6–4      |
| Поразка   | 1.  | липень 1991 | ECM Prague Open, Чехословаччина | Ґрунт    | Нелле ван Лоттум | Карін Кшвендт Петра Шварц | 4–6, 6–2, 5–7 |

### Фінали ITF в одиночному розряді: 6 (5–1)
| турніри $100,000 |
| турніри $75,000  |
| турніри $50,000  |
| турніри $25,000  |
| турніри $10,000  |

| Результат | Ранг | Дата     | Турнір                         | Покриття  | Суперниця          | Рахунок     |
| Поразка   | 1.   | Чер 1988 | Ареццо, Італія                 | Ґрунт     | Марція Гроссі      | 6(0)–7, 1–6 |
| Перемога  | 1.   | Сер 1988 | Франсвіль, Італія              | Ґрунт     | Крістін Кунс       | 6–3, 7–5    |
| Перемога  | 2.   | Жов 1988 | Шибеник (місто), СФР Югославія | Ґрунт     | Магдалена Фейстель | 7–5, 6–4    |
| Перемога  | 3.   | Жов 1988 | Рабаць, Югославія              | Ґрунт     | Рената Шмекалова   | 6–2, 6–1    |
| Перемога  | 4.   | Лис 1988 | Вельс, Австрія                 | Ґрунт (i) | Маріон Маруска     | 6–3, 6–1    |
| Перемога  | 5.   | Лип 1993 | Реда-Віденбрюк, Німеччина      | Ґрунт     | Катя Олєклаус      | 6–4, 6–4    |

### Фінали ITF у парному розряді: 1 (0–1)
| турніри $100,000 |
| турніри $75,000  |
| турніри $50,000  |
| турніри $25,000  |
| турніри $10,000  |

| Результат | Ранг | Дата            | Турнір             | Покриття | Партнерка         | Суперниці                   | Рахунок  |
| Поразка   | 1.   | 26 вересня 1988 | Бол, СФР Югославія | Ґрунт    | Магдалена Шимкова | Кейт Макдоналд Ренне Стаббс | 3–6, 1–6 |

### Фінали юніорських турнірів Великого шлему в одиночному розряді: 1 (0–1)
| Результат | Рік  | Турнір                      | Покриття | Суперниця          | Рахунок  |
| --------- | ---- | --------------------------- | -------- | ------------------ | -------- |
| Поразка   | 1989 | Відкритий чемпіонат Франції | Ґрунт    | Дженніфер Капріаті | 4–6, 0–6 |

### Фінали юніорських турнірів Великого шлему в парному розряді: 2 (1–1)
| Результат | Рік  | Турнір                        | Покриття | Партнерка        | Суперниці                          | Рахунок  |
| --------- | ---- | ----------------------------- | -------- | ---------------- | ---------------------------------- | -------- |
| Перемога  | 1989 | Відкритий чемпіонат Австралії | Тверде   | Андреа Стрнадова | Ніколь Пратт Енджи Каннінгем       | 6–2, 6–0 |
| Поразка   | 1989 | Вімблдонський турнір          | Трава    | Андреа Стрнадова | Дженніфер Капріаті Мередіт Макґрат | 4–6, 2–6 |

## Виступи у турнірах Великого шолома
| W | Ф | ПФ | ЧФ | #Р | КТ | К# | DNQ | A | NH |

| Рік  | Відкритий чемпіонат Австралії | Відкритий чемпіонат Австралії | Відкритий чемпіонат Франції | Відкритий чемпіонат Франції | Вімблдонський турнір | Вімблдонський турнір | Відкритий чемпіонат США з тенісу | Відкритий чемпіонат США з тенісу |
| 1989 | 1р                            | Кончита Мартінес              | —                           | —                           | 3р                   | Моніка Селеш         | —                                | —                                |
| 1990 | 1р                            | Пем Шрайвер                   | 3р                          | Яна Новотна                 | 1р                   | Катрін Танв'є        | 1р                               | Д. Ван Ренсбурґ                  |
| 1991 | 1р                            | Енн Сміт                      | 1р                          | Гелена Сукова               | 1р                   | Вілтруд Пробст       | 3р                               | Штеффі Граф                      |
| 1992 | 1р                            | Стефані Реге                  | 1р                          | Вероніка Мартінек           | 1р                   | Зільке Франкль       | 1р                               | Патрісія Гай-Буле                |